# Виллани, Джованни
Джованни Виллани (итал. Giovanni Villani, не позднее 1274, по другим данным 1280, Флоренция — 1348, Флоренция) — флорентийский хронист, историк и государственный деятель, итальянский банкир, должностное лицо, дипломат и летописец. Автор Nuova Cronica (Новой Хроники) — одного из наиболее значительных произведений флорентийской культуры XIV века. События жизни Виллани известны большей частью благодаря его же рассказам о себе самом в «Nuova Cronica», что нетипично для средневекового историка. Внимание к экономическим аспектам, статистической информации, политический и психологический анализ событий, делают Джованни Виллани качественно новым летописцем средневековой Европы. Он первым использовал статистические данные в хрониках. Однако, историк Кеннет Р. Бартлетт обращает внимание, на то, что в отличие от преемников Виллани эпохи Ренессанса, «его уверенность относительно Божественного провидения прочно связывает его со средневековой летописной традицией». 

## Биография
Джованни происходил из семьи флорентийских торговцев. Он был сыном Виллано ди Стольдо ди Беллинкайона, члена одного из Старших цехов (Arti Maggiori) Флоренции — Цеха по отделке тканей (Arte di Calimala). Виллано ди Стольдо в 1300 году входил в городское правительство. В 1300 году, объявленном папой Бонифацием VIII юбилейным, Джованни посетил Рим и стал свидетелем пышных празднеств. По словам самого Виллани, именно в это время он решает прославить свой родной город подобно римским историкам древности, создав хронику с описанием год за годом всех исторических событий.
В первое десятилетие XIV века Виллани, выполняя поручения банка Перуцци, акционером которого он был с 1300 по 1308 годы, путешествовал по Италии, Швейцарии, Франции и Фландрии. Виллани кроме части прибыли, полагающейся ему как пайщику, получал во время путешествия от банка жалование. В одном из первых документов, где упоминается Виллани, контракте от 15 мая 1306 года, он как представитель Перуцци ссужал деньгами Томмазо Фини из сиенской компании Галлерани. В 1306—1307 годах во Фландрии в качестве представителя компании Перуцци получал в Брюгге от потерпевшего поражение графа Фландрского контрибуцию для французского короля. Участвовал в мирных переговорах между Пизой и Луккой. Согласно сохранившимся документам с 1307 по 1310 годы Джованни Виллани представлял компанию Перуцци в Сиене, приобрёл дворец Алесси и взимал за него арендную плату. Виллани возвратился во Флоренцию в 1307 году, где женился на мадонне Собилии. В этом браке у Виллани было трое детей — дочь и два сына.
После 1310 года Виллани редко покидал пределы родного города. В дальнейшем принимал активное участие в политической и экономической жизни Флоренции. В 1316 году являлся одним из контролёров монетного двора, в частности, собрав все более ранние отчеты монетного двора и вёл регистр монет, выпущенных во Флоренции. С 15 декабря 1315 года по 15 февраля 1316 года — входил в состав приората Флоренции. В 1317 году — член налоговой комиссии, затем консул цеха сукноделов Калимала. Вторично был избран в приорат в 1321 году. В 1324 году — один из ответственных за восстановление городских стен. В 1322 году Виллани и его брат Маттео переместили большую часть своего капитала в компанию Буонаккорси, два других брата — Филиппо и Франческо оставались пайщиками банка Перуцци. Джованни Виллани был директором этой компании в 1324 году. Между 1323 и 1327 годами Виллани женился второй раз на Моне деи Пацци.
В 1325—1326 годах Джованни Виллани стал членом так называемой комиссии двенадцати, распределявшей денежные поступления во время войны Флоренции с луккским тираном Каструччо Кастракани. Во время правления во Флоренции герцога Калабрии Карла Виллани был назначен консулом своего цеха Калимала. Был свидетелем поражения войска Флоренции от Каструччо Кастракани в 1325 году при Альтопашо. В своей хронике дал детальный отчёт, почему Флоренция не купила Лукку после смерти Каструччо Кастракани. Сам Виллани, судя по всему, был горячим сторонником этой сделки. В 1327—1328 годах отвечал за чеканку золотой и серебряной монеты. Карл Калабрийский предоставил компании Буонаккорси право обложить налогом три из шести района Флоренции, это сделало Виллани непопулярным среди горожан. С 15 августа по 15 октября 1328 года Джованни Виллани снова исполнял обязанности приора.. В связи с неурожаем, поразившим Тоскану в 1328 году, участвовал в закупке зерна на Сицилии.
В 1329 году Виллани направлен с дипломатической миссией к папскому легату в Болонье кардиналу Бертрану де Пужи. В 1330—1331 годах Виллани от цеха Калималы наблюдал за ходом работ по созданию Андреа Пизано бронзовых дверей для флорентийского баптистерия Сан-Джованни. Также в его ведении находились работы по перестройке церкви Святой Репараты, а немного позднее — возведение колокольни Бадиа Фьорентина. Несколько месяцев в 1331 году провёл в Ферраре в числе других заложников-гарантов выплаты Флоренцией денег в деле покупки Лукки у тирана Мастино делла Скала. В 1331 году Виллани как казначей коммуны отвечал за возведение третьего кольца городских стен. По выходе в отставку он был обвинён в растрате, но сумел оправдаться. В этом же году у него был и семейный конфликт — третейский суд разбирал имущественный спор между братьями Виллани. В 1332 году Виллани участвовал в основании нового города Фиренцуолы (имя выбрано по предложению Джованни). В 1335 году он занимался урегулированием пограничного спора с Пистойей.
Банкротство компаний Барди и Буонаккорси в 1345 году привело к заключению престарелого Виллани в тюрьму Стинке на некоторое время как одного из главных акционеров второго торгового дома. По оценке Виллани, дом Перуцци (обанкротившийся ранее, в 1343) потерял около 600 000 флоринов, Барди перед банкротством — около 900 000 флоринов. Виллани приписывал потери этих компаний ссудам, которые были даны королю Англии Эдуарду III. Однако, по мнению историка Эдвина С. Ханта, эти компании просто не располагали подобными средствами, ссуды были, вероятно, намного меньше и не сыграли ключевой роли в банкротстве торговых домов. По его предположению, компании возлагали слишком большие надежды на экспансионистскую политику Флоренции, считая, что присоединение земель приведёт к большей безопасности для торговли в северной Европе. На деле же небольшая прибыль не покрыла их расходов. Также известно, что описания некоторых событий, касающихся банкротства Буонаккорси, намеренно искажены Виллани с целью скрыть правду о мошенничестве компании. Под влиянием личных и политических неудач Виллани включил в Хронику предсказание, что Флоренция падёт, как пал в своё время Рим. Последние годы Виллани более не занимался политикой, так как находился в оппозиции к новым правителям Флоренции: сначала двенадцати пополанам, потом герцогу Афинскому Готье VI де Бриенну, и, наконец, младшим цехам.
Умер Джованни Виллани внезапно во время эпидемии чумы в середине 1348 года: в рукописи (гл. 84 кн. XII) Хроники он после слов «Чума продлилась до…» так и не проставил дату. Похоронен Джованни Виллани в монастыре святой Аннунциаты.
По мнению некоторых исследователей (Аквилеккья), работа Виллани над Хроникой распадается на два этапа. В первом отражено оптимистическое видение, обусловленное экономическими успехами и культурным расцветом Флоренции первых десятилетий XIV века. Позднее (гл. 36 кн. VIII), Виллани вставляет предсказание падения родного города, подобного падению Древнего Рима. Историки отмечают, что предостережение Виллани навеяно строками Данте из «Божественной комедии» (Рай, XV, 109—111). А в главе 136 книги IX историк помещает первую из ныне известных биографий Данте Алигьери. А в главе 44 книги XII Виллани, несмотря на различие в политических взглядах, называет Данте одним из выдающихся сынов Флоренции, граждане которой отплатили ему неблагодарностью.

## «Новая хроника»
Новой хроникой называются последние 6 «книг» хроники Виллани, охватывающие период от 1264 до 1346 гг. «Новую хронику» Джованни Виллани продолжили его брат Маттео Виллани (ок. 1285—1363; довёл описание до 1363, 11 «книг»), а затем племянник Филиппо Виллани (ок. 1325 — ок. 1405; довёл изложение до 1364 г., добавив в 11-ю книгу своего отца главы 61-102).

## Сочинения
- Джованни Виллани Новая хроника, или История Флоренции. — М.: Наука, 1997. — 579 с. — (Памятники исторической мысли). — ISBN 5-02-009090-5.